# Якби я тебе кохав
Якби я тебе кохав (рос. Если бы я тебя любил) — російський художній фільм українського режисера Сергія Крутіна. Прем'єра фільму відбулася 13 лютого 2010 року.

## Сюжет
Павло (Володимир Вдовиченков), водій таксі,  закоханий в Тамару (Інна Цимбалюк), яка мріє стати відомою співачкою. Павло хоче запропонувати одружитися їй, але товариші розповіли йому, що, здається, Тамара йому зраджує. Павло вирішив дізнатися з ким йому зраджує Тамара і потрапивши на психологічний тренінг, де знайомиться з Танею (Катерина Гусєва). Він звертає на неї увагу після того, як вона, виконуючи завдання психолога, з глибоким почуттям вимовляє монолог на тему «Якби я тебе кохала». Після цього Павло робить пропозицію Тамарі, але вона йому відмовляє і вони розходяться.
Тим часом Таня розповідає Зої (Катерина Кістень), що дуже хоче дитину. Зоя і Таня вирішують влаштувати Тані придуманий День народження і запрошують на нього психолога. Потім Таня пропонує стати йому батьком її дитини, але він заявляє про свою гомосексуальність. Шокована цими словами Тетяна йде в бар і напивається з двома чоловіками. Коли вони виходили з бару, повз проїжджав Паша і забрав Таню.
На ранок Таня нічого не пам'ятає. Поступово Павло з Танею стають друзями.
Одного разу Павло запропонував одружитися Тані. Вони починають жити разом і закохуються одне в одного.
Але з Москви раптово приїхала Тамара. Таня каже Павлові, що виходить заміж за іншого. Павло їде з Тамарою в Москву.
Минає рік. Павло працює водієм у впливового бізнесмена, а Тамара стала зіркою і заради кар'єри навіть зробила аборт, всупереч бажанню Павла. Одного разу, повернувшись раніше додому, він випадково чує розмову Тамари з подругою, в якому вони його обговорюють. Павло кидає Тамару і повертається в рідне місто.
Прийшовши додому до Тані, Павло застає там, крім неї, двох маленьких дітей і Бориса, чоловіка Зої, подружки Тані. Прийнявши Бориса за чоловіка Тані, Павло йде. Таня кидається за ним і знаходить на такому ж тренінгу, на якому вони і познайомилися. Павло просить у Тані вибачення і вони миряться.

## У ролях
| Актор                  | Роль                                   |
| ---------------------- | -------------------------------------- |
| Володимир Вдовиченков  | Павло Нескучний                        |
| Катерина Гусєва        | Тетяна                                 |
| Інна Цимбалюк          | Тамара                                 |
| Катерина Кістень       | Зоя                                    |
| Олександра Кузнєцова   | продавець ювелірної крамниці           |
| Іван Марченко          | Ігор Петрович, психолог                |
| Сталіна Лагошняк       | Анна Михайлівна, колишня свекруха Тані |
| Леонід Анісімов        | господар ресторану                     |
| Валерій Бассель        | Гамлет, продавець шаурми               |
| Ольга Кришталь         | подруга Тамари                         |
| Ганна Дьяченко         | перукарка                              |
| Тимофій Криницький     | Борис, чоловік Зої                     |
| Станіслав Ковалевський | пасажир таксі                          |
| Сергій Дєньга          | епізод                                 |
| Маргарита Пресич       | епізод                                 |